# Clasica San Sebastián 2022
Clasica San Sebastián 2022 a fost ediția a 41-a ediție a cursei clasice de ciclism Clasica San Sebastián, cursă de o zi. S-a desfășurat pe data de 30 iulie 2022 și face parte din calendarul UCI World Tour 2022.

## Echipe
Toate cele 18 echipe din UCI WorldTeams au fost invitate în mod automat și au fost obligate să participe la cursă. Alte cinci echipe au primit wild card-uri. Echipele Intermarché–Wanty–Gobert Matériaux, Team Jumbo–Visma, Israel–Premier Tech, Groupama–FDJ și Bora–Hansgrohe au fost singurele care au prezentat la startul cursei doar șase cicliști dintr-un maximum de șapte posibili.

### Echipe UCI World
| - AG2R Citroën Team - Astana Qazaqstan Team - Bora–Hansgrohe - Cofidis - EF Education–EasyPost - Groupama–FDJ - Ineos Grenadiers - Intermarché–Wanty–Gobert Matériaux - Israel–Premier Tech | - Lotto Soudal - Movistar Team - Quick-Step Alpha Vinyl Team - Team Bahrain Victorious - Team BikeExchange - Team DSM - Team Jumbo–Visma - Trek-Segafredo - UAE Team Emirates |  |

### Echipe continentale profesioniste UCI
| - Burgos BH - Caja Rural–Seguros RGA - Equipo Kern Pharma | - Euskaltel–Euskadi - Team TotalEnergies |  |

## Rezultate
| \| Clasament general \| Clasament general \| Clasament general \| Clasament general \| Clasament general \| \| Ciclist \| Ciclist \| Echipă \| Timp \| \| \| ----------------- \| ----------------- \| ---------------------------------- \| ----------------- \| ----------------- \| \| 1. \| Remco Evenepoel \| Quick-Step Alpha Vinyl \| 5h 31' 44" \| \| \| 2. \| Pavel Sivakov \| Ineos Grenadiers \| + 1' 58" \| \| \| 3. \| Tiesj Benoot \| Jumbo-Visma \| + 2' 31" \| \| \| 4. \| Bauke Mollema \| Trek-Segafredo \| + 3' 11" \| \| \| 5. \| Carlos Rodríguez \| Ineos Grenadiers \| + 3' 11" \| \| \| 6. \| Simon Yates \| BikeExchange-Jayco \| + 3' 28" \| \| \| 7. \| Toms Skujiņš \| Trek-Segafredo \| + 4' 09" \| \| \| 8. \| Mattias Skjelmose \| Trek-Segafredo \| + 4' 09" \| \| \| 9. \| Rigoberto Urán \| EF Education-EasyPost \| + 4' 09" \| \| \| 10. \| Lorenzo Rota \| Intermarché-Wanty-Gobert Matériaux \| + 4' 09" \| \| |                   |                                    |            |
| |                   |                                    |            |
| Source: ProCyclingStats |                   |                                    |            |
| Clasament general |                   |                                    |            |
| Ciclist | Ciclist           | Echipă                             | Timp       |
| 1. | Remco Evenepoel   | Quick-Step Alpha Vinyl             | 5h 31' 44" |
| 2. | Pavel Sivakov     | Ineos Grenadiers                   | + 1' 58"   |
| 3. | Tiesj Benoot      | Jumbo-Visma                        | + 2' 31"   |
| 4. | Bauke Mollema     | Trek-Segafredo                     | + 3' 11"   |
| 5. | Carlos Rodríguez  | Ineos Grenadiers                   | + 3' 11"   |
| 6. | Simon Yates       | BikeExchange-Jayco                 | + 3' 28"   |
| 7. | Toms Skujiņš      | Trek-Segafredo                     | + 4' 09"   |
| 8. | Mattias Skjelmose | Trek-Segafredo                     | + 4' 09"   |
| 9. | Rigoberto Urán    | EF Education-EasyPost              | + 4' 09"   |
| 10. | Lorenzo Rota      | Intermarché-Wanty-Gobert Matériaux | + 4' 09"   |

## Legături externe
- Site web oficial
- Clasica San Sebastián 2022 – ProCyclingStats